# Boogie with Canned Heat
Albums de Canned Heat
Canned Heat
(1967) Living the Blues
(1968)
Singles
1. On the Road Again
2. Amphetamine Annie
3. Fried Hockey Boogie

Boogie with Canned Heat est le deuxième album vinyle du groupe de blues rock Canned Heat, sorti le 21 janvier 1968.
Contrairement à leur premier album éponyme, ce second disque contient principalement des compositions du groupe, dont On the Road Again, l'un des plus gros succès du groupe. L'album comprend également Amphetamine Annie, qui parle des dangers d'une consommation excessive d'amphétamines et qui connaît également un certain succès, ainsi que Fried Hockey Boogie, le premier boogie de Canned Heat.
L'album est réédité sur CD en 2005. Cette version contient six chansons bonus qui sont, à l'origine, sortis sur singles.
En 2012, une version remastérisée de Boogie with Canned Heat sort chez Iconoclassics Records, comprenant les 10 chansons originales enrichies de 6 pièces bonus.

## Liste des titres

### Édition originale (LP, 1968)
| 1. | Evil Woman (Larry Weiss)                        | 2:59 |
| 2. | My Crime (Canned Heat)                          | 3:57 |
| 3. | On the Road Again (Floyd Jones and Alan Wilson) | 5:01 |
| 4. | World in a Jug (Canned Heat)                    | 3:29 |
| 5. | Turpentine Moan (Canned Heat)                   | 2:56 |
| 6. | Whiskey Headed Woman No. 2 (Bob Hite)           | 2:57 |

| 1. | Amphetamine Annie (Canned Heat)    | 3:56  |
| 2. | An Owl Song (Alan Wilson)          | 2:43  |
| 3. | Marie Laveau (Henry Vestine)       | 5:18  |
| 4. | Fried Hockey Boogie (Larry Taylor) | 11:07 |

### Bonus de l'édition de 2005 (sur CD)
| No | Titre                                                                           | Durée |
| -- | ------------------------------------------------------------------------------- | ----- |
| 1. | On the Road Again                                                               |       |
| 2. | Boogie Music                                                                    |       |
| 3. | Goin' Up the Country                                                            |       |
| 4. | One Kind Favor                                                                  |       |
| 5. | Christmas Blues                                                                 |       |
| 6. | The Chipmunk Song (Christmas don't be late) (featuring Alvin and the Chipmunks) |       |

### Bonus de l'édition remastérisée de 2012 (sur CD)
| No | Titre                                                                                 | Durée |
| -- | ------------------------------------------------------------------------------------- | ----- |
| 1. | On the Road Again [Alternate Take] (Floyd Jones and Alan Wilson)                      |       |
| 2. | Shake, Rattle and Roll (Charles E. Calhoun)                                           |       |
| 3. | Whiskey and Wimmen" (John Lee Hooker)                                                 |       |
| 4. | Mean Old World (Marion "Little Walter" Jacobs)                                        |       |
| 5. | The Hunter (Carl Wells, Steve Cropper, Al Jackson, Jr., Booker T. Jones, Donald Dunn) |       |
| 6. | Fannie Mae (Buster Brown, Clarence Lewis, Bobby Robinson)                             |       |

## Personnel
Canned Heat
- Bob Hite – chant
- Alan Wilson – guitare électrique, guitare slide, Tampura, chant, harmonica
- Henry Vestine – guitare
- Larry Taylor – basse
- Adolfo de la Parra – batterie

Musiciens supplémentaires
- Dr. John – arrangements des cuivres, piano
- Sunnyland Slim – piano sur "Turpentine Moan"

Production
- Dino Lappas – Ingénieur du son
- Dallas Smith – Producteur

## Source
- Lindsay Planer, « Boogie with Canned Heat – Album Review », sur allmusic (consulté le 10 décembre 2010)